# منسفیلد (واشینگتن)
منسفیلد، واشینگتن (به انگلیسی: Mansfield, Washington) یک شهرک در ایالات متحده آمریکا است که در شهرستان داگلاس، واشینگتن واقع شده‌است.

## خصوصیات
منسفیلد ۰٫۸۰ کیلومترمربع مساحت و ۳۲۰ نفر جمعیت دارد و ۶۹۲ متر بالاتر از سطح دریا واقع شده‌است.